# Microterys fuscipennis
Microterys fuscipennis är en stekelart som först beskrevs av Johan Wilhelm Dalman 1820.  Microterys fuscipennis ingår i släktet Microterys och familjen sköldlussteklar. Arten är reproducerande i Sverige. Inga underarter finns listade i Catalogue of Life.